# Kayaboğazı, Boyabat
Kayaboğazı là một xã thuộc huyện Boyabat, tỉnh Sinop, Thổ Nhĩ Kỳ. Dân số thời điểm năm 2011 là 266 người.